# 奧格拉本河 (內伯爾河支流)
53°47′27.2″N 12°14′5.8″E / 53.790889°N 12.234944°E

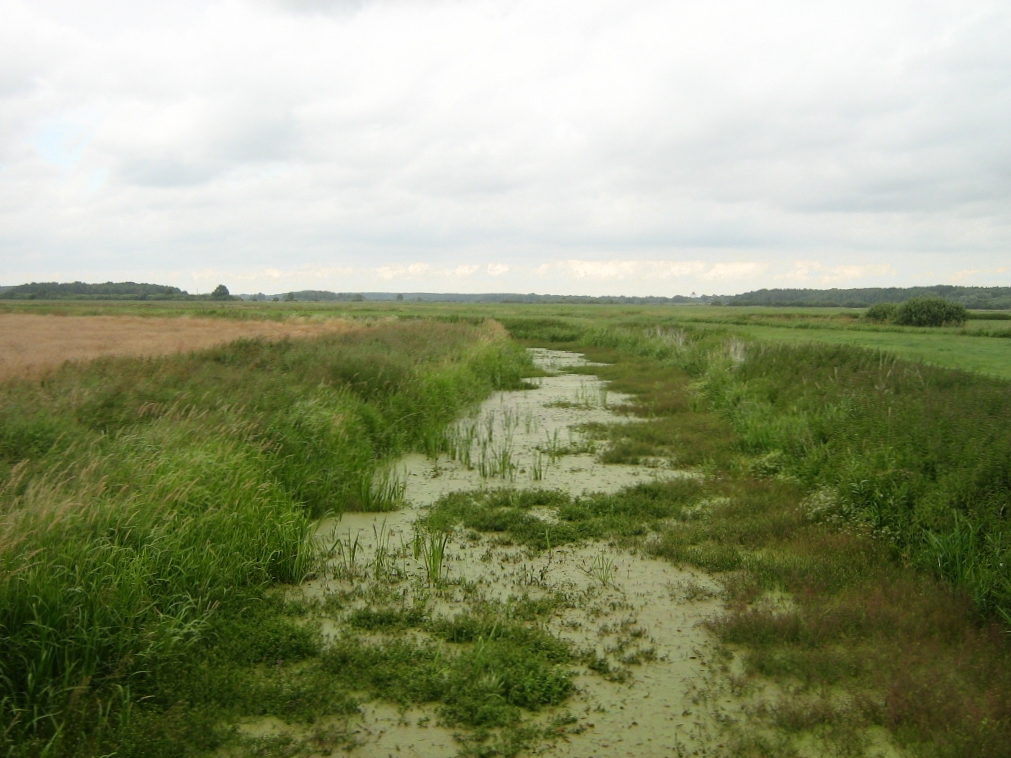
奧格拉本河（內伯爾河支流）

奧格拉本河（德語：Augraben）是德國的河流，位於該國東北部，由梅克倫堡-前波美拉尼亞州負責管轄，屬於內伯爾河的支流，河道全長17公里，河口處在居斯特羅。